# Championnats du monde de triathlon en relais mixte 2020
Navigation
Édition précédente Édition suivante
Les championnats du monde de relais mixte 2020 de la Fédération internationale de triathlon se tiennent à Hambourg, en Allemagne le 6 septembre 2020. Compétition créée en 2009. Le titre se déroule sur une épreuve unique qui se déroule lors de la seule épreuve des séries mondiales de triathlon (WTS) 2020 à Hambourg, maintenue après l'annulation pour cause de pandémie de Covid-19 de la totalité du circuit international 2020.
Pour cette épreuve, chaque pays est autorisé à participer avec une équipe de quatre participants, composée de deux femmes et de deux hommes. Les équipes doivent s'affronter dans l'ordre suivant : (1 femme/1 homme/1 femme/1 homme).

## Résumé
L'équipe de France de triathlon championne en titre ne présente pas dans son relais le champion du monde individuel en titre Vincent Luis, il est remplacé par Léo Bergère.
Le départ lancé, l'Autrichienne Therese Feuersinger excellente en natation, imprime le rythme au-devant de la course. La Belge Valérie Barthelemy, l'Américaine Taylor Spivey et la Française Léonie Périault étant de retour juste derrière elle pour les derniers efforts de leur 300 m de natation, à ce moment de la course le peloton est déjà bien étoffé.
La nouvelle championne du monde Georgia Taylor-Brown, domine la course à pied, laissant l'Allemagne et l'Espagne à 45 secondes derrière.
La France rattrape la Grande-Bretagne durant le premier relais masculin, Léo Bergère rapidement dans le sillage de Barclay Izzard. L'Américain Kevin McDowell revient vers l'avant lors de la course à pied. Mais surtout, le Norvégien Kristian Blummenfelt met son pays en tête à la mi-course avec une allonge impressionnante.
Second relais féminin, la norvégienne Stine Dale prend une bonne avance. Cependant, Cassandre Beaugrand et Claire Michel l'ont rapidement rejointe, Léo Bergère et Jelle Geens ayant remis la France et la Belgique au-devant de la course tout à la fin de leurs courses à pied. Jessica Learmonth et Katie Zaferes se comportent également bien dans l'eau pour sortir deuxième et troisième, derrière une impressionnante Beaugrand qui finit première après la course à pied, juste Zaferes reussit à la suivre jusqu'au bout.
Dernier relais de la course, après une nage très rythmé Dorian Coninx sort premier pour la France, Alex Yee et Morgan Pearson sont au contact et laisse présager du podium final. Seul Gustav Iden pour la Norvège reussit à maintenir un suspense pour la quatrième place grâce à son retour sur le Belge Erwin Vanderplancke.

## Palmarès
Classement général du championnat du monde 2020.
| Rang               | Équipe | Temps           |
| ------------------ | --- | --------------- |
| Médaille d'or      | France | 1 h 18 min 25 s |
| Médaille d'or      | - Léonie Périault 20 min 21 s - Léo Bergère 18 min 46 s - Cassandre Beaugrand 20 min 26 s - Dorian Coninx 18 min 53 s | 1 h 18 min 25 s |
| Médaille d'argent  | États-Unis | 1 h 18 min 33 s |
| Médaille d'argent  | - Taylor Spivey 20 min 20 s - Kevin McDowell 18 min 55 s - Katie Zaferes 20 min 18 s - Morgan Pearson 19 min 2 s      | 1 h 18 min 33 s |
| Médaille de bronze | Grande-Bretagne | 1 h 18 min 59 s |
| Médaille de bronze | - Georgia Taylor-Brown 20 min 7 s - Barclay Izzard 19 min 10 s - Jessica Learmonth 20 min 17 s - Alex Yee 19 min 27 s | 1 h 18 min 59 s |
| 4                  | Norvège | 1 h 19 min 38 s |
| 5                  | Belgique | 1 h 19 min 44 s |
| 6                  | Danemark | 1 h 19 min 47 s |
| 7                  | Suisse | 1 h 20 min 1 s  |
| 8                  | Allemagne | 1 h 20 min 8 s  |
| 9                  | Autriche | 1 h 20 min 17 s |
| 10                 | Italie | 1 h 20 min 20 s |
| 11                 | Pays-Bas | 1 h 20 min 23 s |
| 12                 | Hongrie | 1 h 20 min 33 s |
| 13                 | Brésil | 1 h 20 min 45 s |
| 14                 | Espagne | 1 h 20 min 54 s |
| 15                 | Russie | 1 h 21 min 10 s |
| 16                 | Tchéquie | 1 h 22 min 43 s |
| 17                 | Irlande | LAP             |
| 17                 | Pologne | LAP             |
| 17                 | Portugal | LAP             |